# لجنة التعليم الثانوي الهندية
أنشأت الحكومة الهندية لجنة للتعليم الثانوي في تاريخ 23 سبتمبر 1952 برئاسة لاكشمانسوامي موداليار. على أثر توليه لرئاسة اللجنة، أطلق عليها اسم لجنة موداليار نسبةً إليه. أوصت اللجنة بتنويع المناهج الدراسية، وإضافة مرحلة تعليمية متوسطة، واعتماد نظام دراسي جامعي ثلاثي المراحل، وغير ذلك من الوصايا.  